# Snowscoot

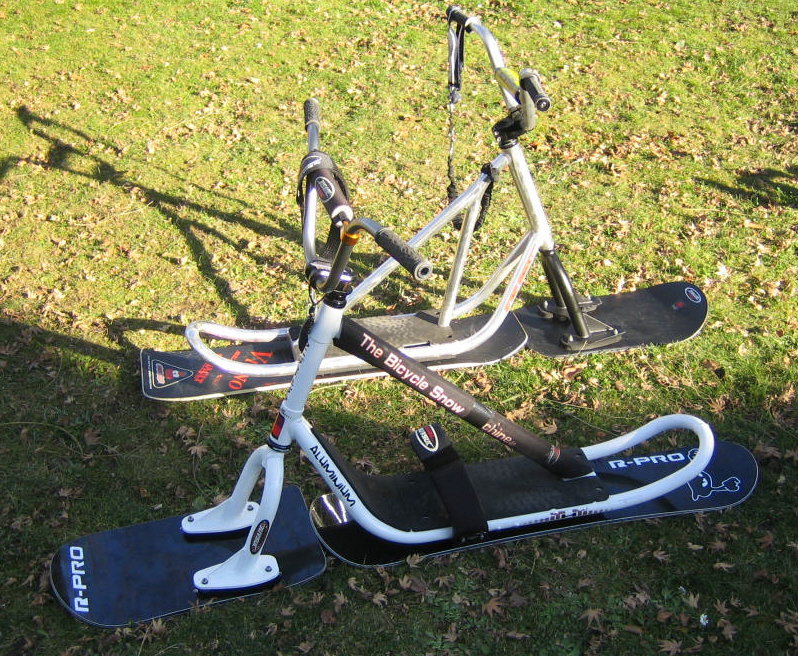
Esemplare di snowscoot.

Lo snowscoot è uno sport invernale nato negli anni '90, ispirato alla BMX e a diversi sport invernali. Le componenti dello snowscoot sono un telaio completo di manubrio e forcella e delle tavole. Viene catalogato come uno sport invernale di scivolamento sul manto nevoso.
Chi pratica questo sport viene definito snowscooter.

## Componenti
Principali componenti di uno snowscoot:

### Telaio
I primi modelli riprendevano i telai della BMX appositamente riadattati per l'alloggiamento delle tavole.

### Manubrio
Generalmente un manubrio rialzato tipo BMX, alcuni modelli odierni montano normali manubri da DH o da FR per mantenere il baricentro più basso.

### Tavole
Specializzate come gli sci e lo snowboard esistono diversi tipi di tavole a seconda della disciplina. Le metodologie costruttive sono le stesse di sci e snowboard.
- Classiche da pista
- Freeride
- Freeride a coda di rondine
- Velocità

### Leash
Tradotto in Italiano: guinzaglio. Un cavo in acciaio o in altri materiali, saldamente legato allo snowscoot e ad una gamba o ad un braccio del rider. 
È caldamente consigliato, se non obbligatorio in alcuni casi, per evitare che lo snowscoot si allontani da colui che lo sta usando.

## Abbigliamento
L'abbigliamento dello snowscooter non è ancora ben definito e segue tre principali filoni:
- Tuta da snowsboard
- Tuta da sci
- Tuta da motocross

## Discipline
- Slalom gigante
- Avalanche
- Freestyle
- Slalom
- Skicross
- Freeride